# RG 0050-2722
RG 0050-2722は、ちょうこくしつ座の方角、地球から約72光年離れた場所にある赤色矮星である。

## 発見
1981年、アングロ・オーストラリアン天文台の1.2mUKシュミット望遠鏡を用いた低温度星の観測中に発見され、観測を主導したリード（Reid）とギルモア（Gilmore）の頭文字に天体の座標を合わせて、"RG 0500-2722"と命名された。

## 特徴
| 太陽 | RG 0050-2722 |
| ---- | ------------ |
| 太陽 | Exoplanet    |

視等級は21.5等と、太陽系からおよそ72光年しか離れていないにもかかわらず、非常に暗い。距離から絶対等級を見積もると約19.8等で、発見当時、知られている天体の中では最も暗かった。
質量も小さく、推定では太陽の0.02--0.03倍程度で、赤色矮星と褐色矮星の境界とされる太陽質量の0.08倍より低いが、スペクトル型はM8型主系列星と推定されており、既知の恒星の中で最も低質量の星の一つである。